# Есфирь
Есфи́рь, или Эсфирь (др.-евр. אסתר‬, Эсте́р) — главная героиня одноимённой книги Танаха (Ветхого Завета) и событий, связанных с праздником Пурим.

## Происхождение имени
Среди иудеев в древности было распространено носить два имени — еврейское и языческое, о чём есть свидетельства в Танахе (Дан. 1:7) и других источниках (1Мак. 2:2—5). В Книге Есфири (2:7) сказано о двух именах воспитанницы Мордехая — Гадасса (др.-евр. הדסה‬) и Эстер (др.-евр. אסתר‬, в Синодальном переводе — Есфирь). Имя Гадасса является женской формой слова «мирт», которое обыкновенно употребляется в мужском роде.
Существуют различные версии происхождения имени Эстер. Согласно рабби Нехемье, имя Эстер было гетеронимом, произведённым от имени אסתהר ('īstəhăr) — утренняя звезда, Венера. Это предположение встречается в Ялкут Шимони и Таргуме Шени. В то же время рабби Иехошуа полагал, что Эстер — её настоящее имя, а имя Гадасса она получила из-за оливково-зелёного цвета лица.
В XIX веке общепризнанной стала теория немецкого ассириолога Питера Йенсена о том, что имя Эстер является теонимом, образованным от имени вавилонской богини Иштар. Он также считал, что её еврейское имя Гадасса связано с аккадским словом ḫadašatu — «невеста», которое часто употреблялась при имени вавилонской богини. Однако его предположение о том, что само слово ḫadašatu означает «мирт», не нашло подтверждения в аккадских текстах.
В 1946 Авраам Яхуда, в свете места действия Книги Есфири — персидских Суз, предположил, что первый слог имени Эстер (es-) отражает персидское название мирта — ās (أَس), и, таким образом, Эстер эквивалентно имени Гадасса. Это заставило его выдвинуть версию о том, что в древнеперсидском существовала форма *aça (as(s)a) со значением «мирт», которая могла проявиться в мидийском как *astra и сохранилась в качестве имени אסתר в иврите. Трактовка, предполагающая заимствование из персидского языка, была маловероятной, так как семитское слово для обозначения мирта употреблялось гораздо раньше, чем появились контакты с носителями персидского.
В 1986 Ран Цадок (Ran Zadok) опроверг этимологическую корреляцию между вавилонской Иштар и Эстер по двум параметрам. Первый был связан с фонологическими изменениями в словах, заимствованных в семитские языки. Форма имени Эстер в иврите — 'str не эквивалентна аккадскому Ištar, поскольку в поздних заимствованиях из аккадского в арамейский сохраняется оригинальный «š», не превращаясь в «s». Во-вторых, имя Иштар — исключительно теоним, в качестве антропонима употреблялась лишь сильно изменённая его форма. Затем Цадок выдвинул альтернативную версию, по которой единственной правдоподобной производящей может быть древнеперсидское слово, обозначающее «звезда» (перс. ستاره ‎, setāre), обычно транскрибирующееся как «stara», родственное греческому ἀστήρ (astér как в «астрономия»), слово, использовавшееся комментаторами эллинистической эпохи для интерпретации её имени.

## История Есфири
Есфирь (прежде Гадасса) была родственницей, а потом и приёмной дочерью еврея Мардохея (Мордехая), жившего в Сузах и однажды спасшего жизнь персидскому царю Артаксерксу. Когда царь выбирал себе новую жену, вместо отвергнутой им гордой царицы Астинь (греч., в оригинале: Вашти), выбор его пал на Есфирь. Есфирь была не только красива. Она была тихая, скромная, но энергичная и горячо преданная своему народу и своей религии женщина.
Возвышение иудейки возбудило зависть и злобу у некоторых придворных и особенно у Амана — амаликитянина, пользовавшегося властью с крайним высокомерием и деспотизмом. Раздражённый тем, что Мардохей относился к нему без раболепства, Аман решил погубить не только его самого, но и весь его народ, и добился согласия царя на издание указа об истреблении евреев. Узнав об этом, Мардохей потребовал от Есфири, чтобы она заступилась перед царём за свой народ. Мужественная Есфирь под страхом потерять своё положение и жизнь, вопреки строгому придворному этикету явилась к царю без приглашения и убедила его посетить приготовленный ею пир, во время которого и обратилась к нему с просьбой о защите. Узнав в чём дело, царь приказал повесить Амана на той виселице, которую он приготовил было для Мардохея, а в отмену указа об истреблении иудеев разослан был новый указ: о праве иудеев защищаться и истребить тех, кого они считают своими врагами и кто нападал на них. В силу этого указа иудеи получили право защищаться с оружием в руках, восстали и убили множество врагов (около 70 тыс. чел.), причём и десять сыновей Амана подверглись одной участи со своим отцом.
Могила Есфири и Мардохея, а также храм, посвящённый им, находится в городе Хамадан (древние Экбатаны) в современном Иране.

## Книга Есфири
В воспоминание об этом событии у иудеев был установлен особый праздник Пурим. Эта история описана в Книге Есфирь, помещенной в русской Библии между Книгами Юдифь и Иова. Она написана на иврите с включением отдельных персидских и арамейских слов. В подлинном еврейском тексте ни разу не встречается имени Бога. Историчность книги сомнительна, но нет убедительных доказательств и обратного. Такие библеисты, как Землер, видели в книге Есфирь не действительную историю, а своего рода притчу. 

## В литературе
Наиболее известные литературные произведения, посвященные Эсфирь:
- неизвестный итальянский автор: «Пьеса о царице Эстер» (около 1500 г.),
- последняя часть 43-томной французской «Мистерии Ветхого завета» (начало 16 в.),
- Г. Закс: «Эстер» (1530) — поэма,
- Ш. Уск: «Эстер» (1558) — драма,
- Неизвестный английский автор: «Новая интерлюдия о набожной царице Эстер» (1561) — стихотворная пьеса
- А.де Монкретьен: «Эстер» (1585); «Вашти» (1589); «Аман» (1601) — трагедии в стихах
- Жан Расин: «Эсфирь» (1689) — эпическая трагедия
- М. Астрюк: «Трагедия о царице Эсфирь»,
- Ицхак Кохен де Лары: «Знаменитая комедия об Амане и Мордехае» (1699),
- Элизабет Полак: «Эстер, царственная еврейка, или Смерть Хамана» (1835) — мелодрама
- Ф. Грильпарцер: «Эстер» (1848) — неоконченная пьеса
- Ф. Блисс : «Царица Эсфирь» (1881),
- Г. Перейр Мендес: «Эстер и Харбона» (1917),
- М. Брод: «Эстер» (1918),
- И. Голлер: «Сон в ночь Пурима» (1931),
- Дж. Брайди: «Что они говорят?» (1939).

## В искусстве
Образ Есфири многие века вдохновлял служителей искусств. Художники итальянского Ренессанса Боттичелли, Мантенья и Тинторетто отразили на своих полотнах те или иные события, связанные с её жизнью. Её писали Рубенс и Рембрандт, ей посвятил свою ораторию Гендель, а великий французский драматург Расин написал трагедию «Есфирь». И. Г. Грегори написал и поставил первую пьесу для русского театра: «Артаксерксово действо». Современный бретонский композитор Ян Тирсен написал пьесу «Есфирь», состоящую из множества инструментов.

### В фильмах
По мотивам библейской истории было снято примерно полтора десятка фильмов, среди которых:
- 1960 — «Есфирь и царь», режиссёра Рауля Уолша
- 1986 — «Есфирь», израильского кинорежиссёра Амоса Гитая[6]
- 1993 — «Есфирь»[7], мультфильм
- 1999 — «Библейская коллекция: Есфирь Прекрасная»[8]
- 2006 — Одна ночь с королём[9]
- 2024 - A Rainha da Persia (TV-serie brasileiro) [9]

## В астрономии
В честь Есфири назван астероид (622) Эсфирь, открытый в 1906 году.